# Championnat d'Israël féminin de basket-ball
Le championnat d'Israël féminin de basket-ball (en hébreu : ליגת העל בכדורסל נשים), parfois appelé  Ligat Athena Winner pour des raisons de sponsoring, est le plus haut niveau de basket-ball féminin en Israël. Le championnat fonctionne sous la forme d'un système de montée et descente.
Le champion en titre (2023-2024) est le club Elitzur Ramla. Le club le plus titré est Elitzur Tel Aviv avec 14 titres.

## Championnat 2014-2015
- Hapoel Rishon Lezion
- Bnot Herzliya
- Maccabi Bnot Ashdod
- Maccabi Ramat Hen
- Elitzur Holon
- Elitzur Ramla
- Asa Jerusalem
- A.S. Ramat-Hasharon
- Elitzur Netanya
- Hapoel Petah Tikva[1]